# Grimmia hartmanii
Grimmia hartmanii là một loài Rêu trong họ Grimmiaceae. Loài này được Schimp. mô tả khoa học đầu tiên năm 1860.

## Hình ảnh

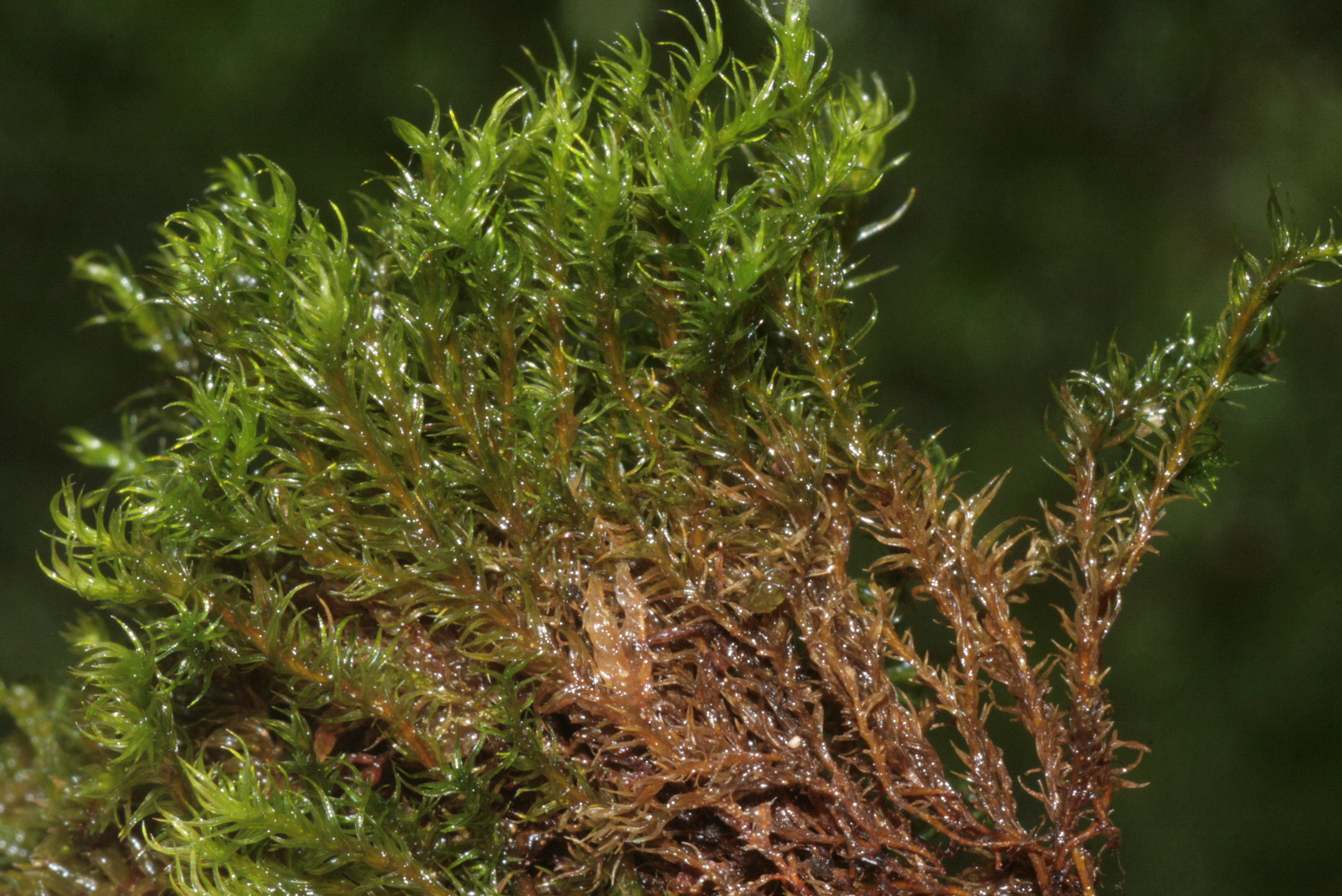
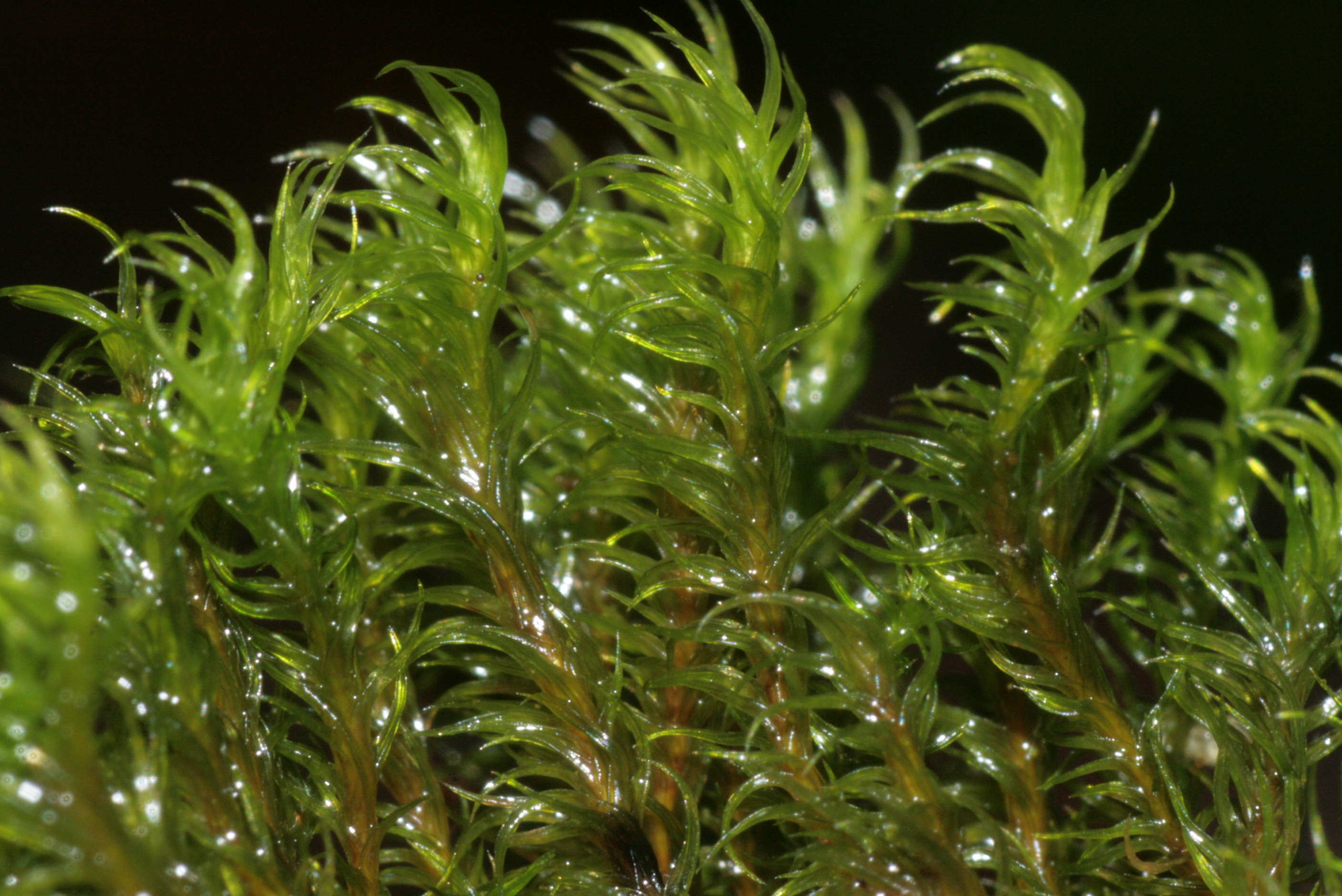
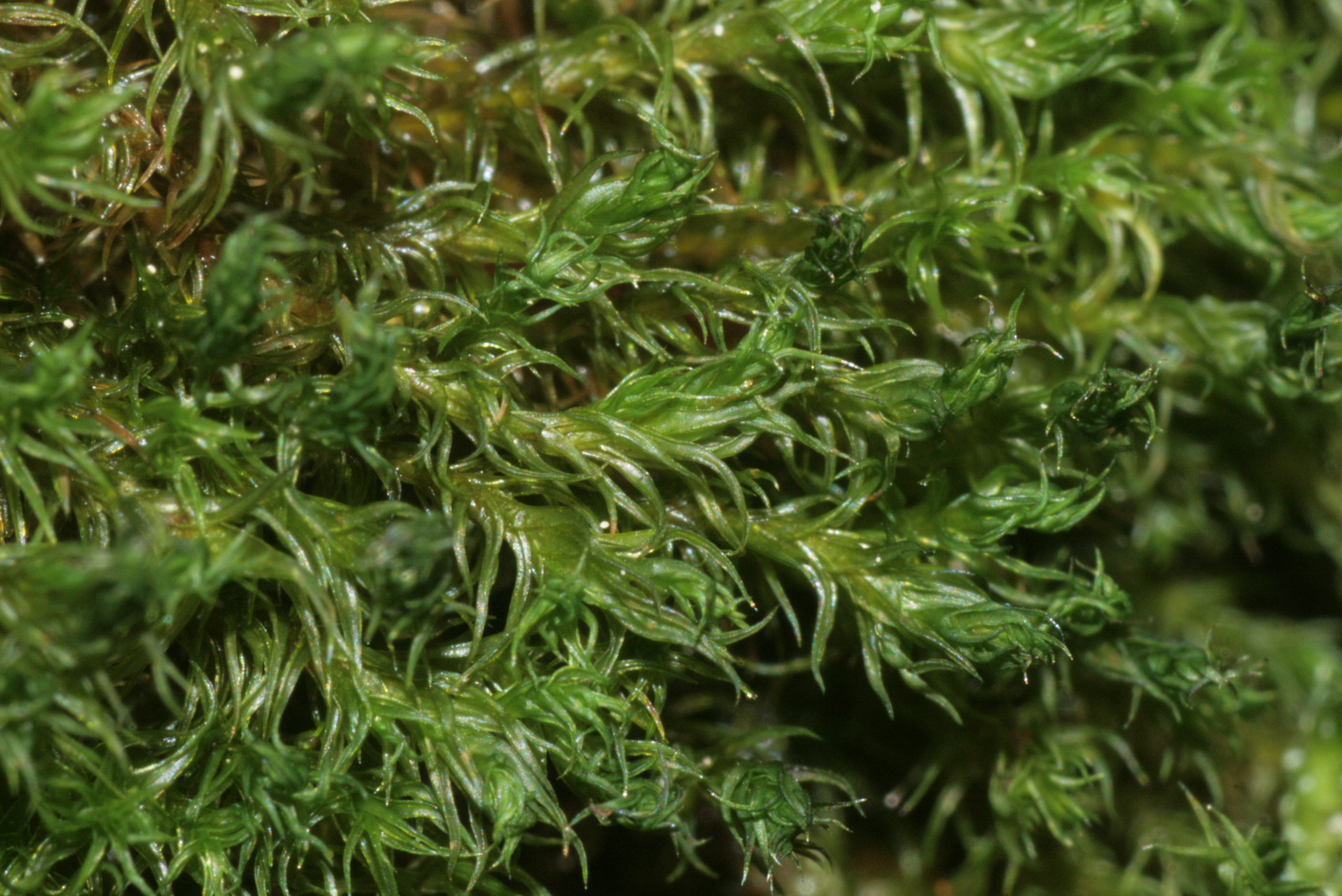
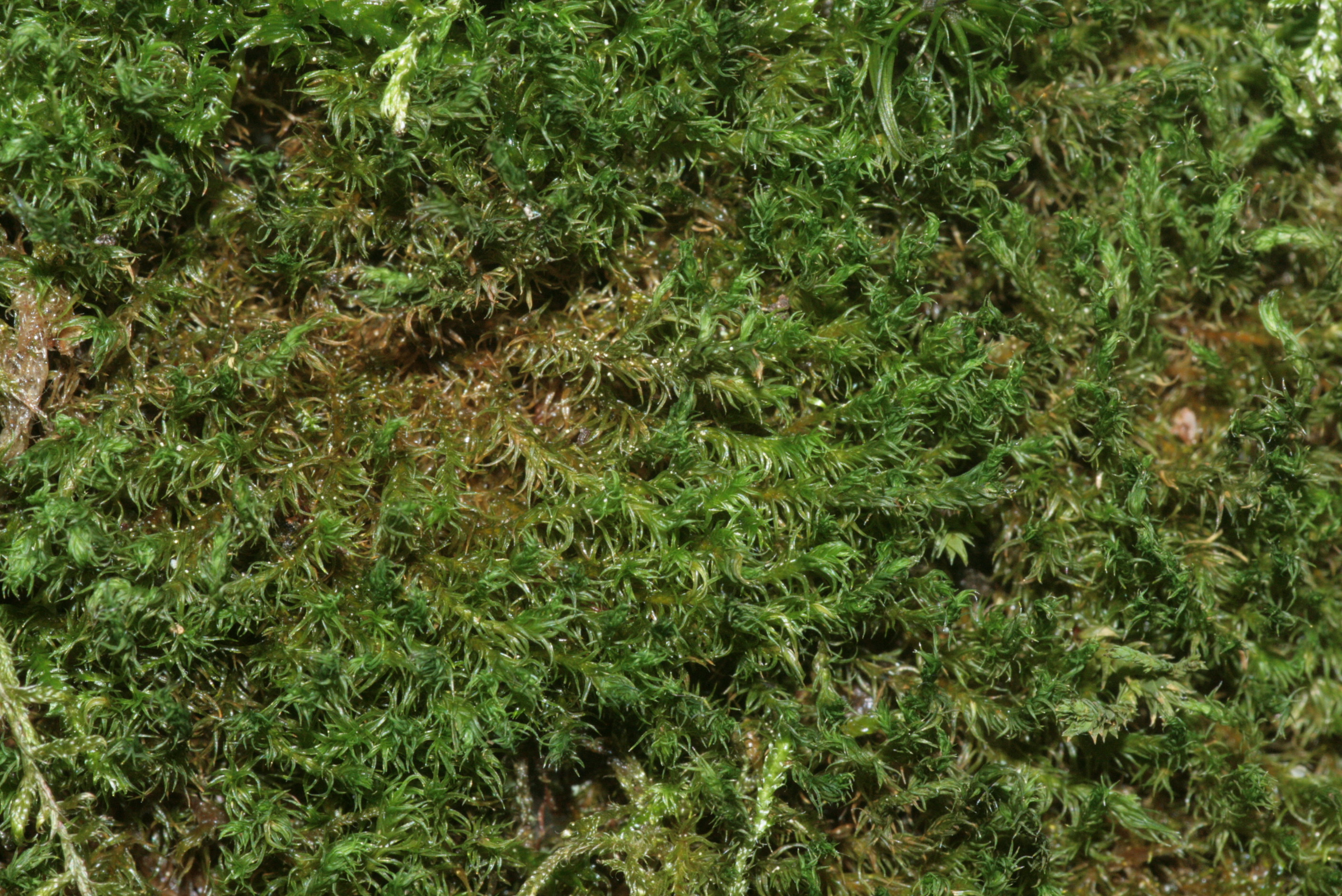